# Möbelwelt Zick
Die Möbelwelt Zick war eine ostdeutsche Einrichtungshaus-Kette mit Hauptsitz in Triebischtal bei Meißen in Sachsen. Die Unternehmensgruppe war vor ihrer Insolvenz im Jahr 1998 der größte Möbeleinzelhändler Sachsens, laut einigen Medien sogar ganz Ostdeutschlands. Zick hatte mehrere Dutzend Standorte, erzielte einen Jahresumsatz von durchschnittlich etwa 179 Millionen Euro (damals rund 300 Millionen D-Mark) und beschäftigte bis zu 1250, zuletzt 1100, Mitarbeiter.

## Struktur
Die Unternehmensgruppe umfasste (nach Angaben des Manager Magazins) in 15 Einzelfirmen die drei Haupt-Geschäftsbereiche Möbelwelt (Vollsortimentshäuser, 7 Standorte; nach Angaben der Sächsischen Zeitung waren es 18 Vollsortiment-Unternehmen), Polsterwelt (10 Standorte) und Küchenwelt (51 Standorte). Auch die Bereiche Fliesenwelt, Bäderwelt, Elektrowelt und Bürowelt gab es. Nach Angaben des Insolvenzverwalters handelte es sich um insgesamt rund 100 Häuser. Filialen bestanden nicht nur in Sachsen, sondern auch in Berlin, Brandenburg, Thüringen und Mecklenburg-Vorpommern. 

## Geschichte
Inhaber der Gruppe war der aus Süddeutschland stammende Ulrich Zick, ehemals Handelsvertreter für den bayerischen Polstermöbelhersteller himolla. Er kam, kurz nach der politischen Wende, im September 1990 in die neuen Bundesländer und baute aus einem 5-Mann-Unternehmen in wenigen Jahren die marktführende Zick-Gruppe auf. Die erste Polsterwelt eröffnete 1990 im Kultursaal der ehemaligen LPG Taubenheim bei Meißen, 1993 wurden selbst Viehställe in Verkaufshallen umgewandelt.
Flaggschiff der Gruppe war eine 1997 fertiggestellte, auf drei Etagen 18.000 Quadratmeter Verkaufsfläche umfassende Halle im Gewerbegebiet von Triebischtal-Taubenheim, eines der größten Vollsortiment-Möbelhäuser Sachsens. Die Halle war jedoch nicht im Eigentum der Zick-Gruppe, sondern gehörte bis 2012 der Kölner Immobilien-Beteiligungsgesellschaft E+P (Ebertz & Partner, Dorint-Hotels), die den Standort über einen Immobilienfonds entwickelte und die Halle an Zick vermietete. 
Als die Expansion der Kette aufgrund Abflauens der in der Nachwendezeit herrschenden ostdeutschen Konsumeuphorie stockte und die Verkaufspreise unter Druck kamen, geriet Zick in wirtschaftliche Schwierigkeiten und musste 1998 Gesamtvollstreckung (Insolvenzverfahren der ostdeutschen Nachwendezeit) beantragen.
Nach der Zick-Pleite belegte die brandenburgische Kette Mega-Möbel, die 2003 ebenfalls in die Insolvenz ging, das Gebäude bis 2004. Seither steht die Halle leer, Pläne für andere dauerhafte Nutzungen scheiterten. Bis 2004 führte ein Hamburger Industrieverwerter mehr als ein Dutzend Versteigerungen in der Halle durch. 2009 wollte sie ein Veranstalter für Großpartys nutzen, was jedoch vom Eigentümer aus Gründen des Brandschutzes kurzfristig nicht genehmigt wurde. 2011 wollte Ronny Melkus, der Sohn des bekannten DDR-Autorennfahrers Ulli Melkus, dort eine Kartbahn einrichten. Zuletzt ist das Gebäude durch Vandalismus und Diebstahl von Haustechnik in Mitleidenschaft gezogen worden.
Der einstige Inhaber Ulrich Zick wurde im Frühjahr 2002 vom Landgericht Dresden wegen Gesamtvollstreckungsverschleppung und Untreue in zehn Fällen in Höhe von zusammen rund 920.000 Euro zu zweieinhalb Jahren Haft verurteilt. Das Gericht gab der Hausbank (Commerzbank) und anderen kreditgebenden Banken (darunter die Hamburgische Landesbank) Mitschuld am eingetretenen Schaden. Eine Revision wies der Bundesgerichtshof ab. Die Söhne Zicks wurden im November 2002 vom Amtsgericht ebenfalls verurteilt, unter anderem wegen Beihilfe zur Untreue: der jüngere Peter Zick zu 15 Monaten, Martin Zick zu sieben Monaten Haft.
Rund 7500 Kunden verloren zumindest teilweise ihre auf bestellte Möbel geleistete Vorkasse in Höhe von oft mehreren Tausend Euro, insgesamt 25 Millionen Euro, die sie nicht oder nur nach weiteren Zahlungen erhalten haben. Allein im Geschäftsbereich Küchenwelt meldeten die Gläubiger Forderungen von fast 130 Millionen DM an.
Das Verwaltungsgebäude wurde aus der Konkursmasse herausgelöst und an Ulrich Zick zurückgegeben. Da dort seit der Insolvenz jahrelang zahllose Unterlagen mit sensitiven Mitarbeiter-, Lieferanten- und Kundendaten ungesichert  herumlagen, schaltete sich 2011 der Landesdatenschutzbeauftragte ein.